# Scotinotylus levii
Scotinotylus levii là một loài nhện trong họ Linyphiidae.
Loài này thuộc chi Scotinotylus. Scotinotylus levii được Yuri M. Marusik miêu tả năm 1988.